# 23-й гусарский полк
23-й гусарский полк (англ. 23rd Hussars) — танковое формирование Британской армии. Сформирован во время Второй мировой войны и существовал с 1940 по 1946 г. Он не имел прямой связи с более ранним 23-м полком (лёгких) драгун (1794—1802 гг.).

## История
Полк был сформирован в декабре 1940 года из кадрового состава, взятого из 10-го королевского гусарского полка (собственный принца Уэльского) и 15-го/19-го Его Величества королевского гусарского полка. Он был приписан к 29-й бронетанковой бригаде 11-й бронетанковой дивизии.
11-я бронетанковая дивизия высадилась во Франции в июне 1944 года, понеся большие потери в битве за Нормандию. Она возглавила операцию «Эпсом», достигнув реки Одон между Муаном и Мондренвилем. Она была втянута в операцию «Гудвуд», где её наступление на хребет Бургебюс в первый день было остановлено. После Гудвуда потери бронетехники в дивизии были настолько велики, что 24-й уланский полк был расформирован, а его остатки поглощены 23-м гусарским. Затем полк принял участие в операции «Блюкот», целью которой была охрана ключевого узла дорог Вир и высоты Мон-Пинсон (Mont Pinçon), что позволило бы американцам использовать их прорыв на западном фланге нормандского плацдарма. Впоследствии 11-я бронетанковая дивизия была придана XXX корпусу, который захватил Флер, Пютанж и Аржентан в битве за Фалезский карман.

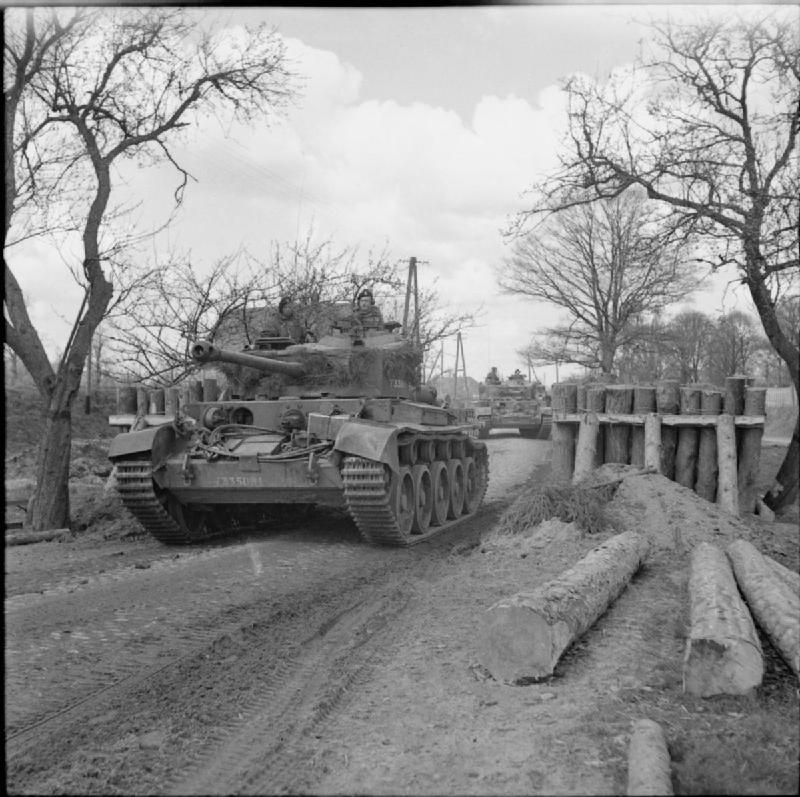
Танк Комета 23-го гусарского полка возле Петерсхагена, Германия, 7 апреля 1945.

Как только фалезский котёл был закрыт, полк остался с 11-й бронетанковой дивизией, которая освободила Л’Эгль 23 августа. Он пересек Сену 28 августа и, продвинувшись за один день на 60 миль, освободил Амьен 1 сентября и Антверпен 4 сентября. Она не принимала непосредственного участия в наземных действиях в рамках Голландской операции, но прикрывала правый фланг наступающего XXX корпуса.
Во время Арденнского наступления 11-я бронетанковая дивизия находилась в резерве, перевооружённая на танки «Комета», но была быстро развёрнута в оборонительную линию вдоль реки Мёз со своими старыми танками. В 1945 году она участвовала в Маас-Рейнской операции и операции «Блокбастер» и освободила концентрационный лагерь Берген-Бельзен, после чего переправилась через Эльбу и захватила Любек.
Дивизия была расформирована в конце января 1946 года.

## Боевая слава
На знамени полка запечатлены названия боевых операций, проведённых полком:

Вторая мировая война: The Odon, Bourguébus Ridge, Le Perier Ridge, Amiens 1944, Antwerp, Venraij, Venlo Pocket, Ourthe, North-West Europe 1944-45